# Canton d'Audincourt
Le canton d'Audincourt est une circonscription électorale française située dans le département du Doubs et la région Bourgogne-Franche-Comté.
À la suite du redécoupage cantonal de 2014, les limites territoriales du canton sont remaniées. Le nombre de communes du canton passe de 5 à 9.

## Histoire
Le canton d'Audincourt a été créé en 1801.
Un nouveau découpage territorial du Doubs (département) entre en vigueur à l'occasion des élections départementales de mars 2015, défini par le décret du 25 février 2014, en application des lois du 17 mai 2013 (loi organique 2013-402 et loi 2013-403). Les conseillers départementaux sont, à compter de ces élections, élus au scrutin majoritaire binominal mixte. Les électeurs de chaque canton élisent au Conseil départemental, nouvelle appellation du Conseil général, deux membres de sexe différent, qui se présentent en binôme de candidats. Les conseillers départementaux sont élus pour 6 ans au scrutin binominal majoritaire à deux tours, l'accès au second tour nécessitant 12,5 % des inscrits au 1er tour. En outre la totalité des conseillers départementaux est renouvelée. Ce nouveau mode de scrutin nécessite un redécoupage des cantons dont le nombre est divisé par deux avec arrondi à l'unité impaire supérieure si ce nombre n'est pas entier impair, assorti de conditions de seuils minimaux. Dans le Doubs, le nombre de cantons passe ainsi de 35 à 19. Le nombre de communes du canton d'Audincourt passe de 5 à 9.
Le nouveau canton d'Audincourt est formé de communes des anciens cantons d'Audincourt (4 communes), d'Étupes (2 communes) et de Hérimoncourt (3 communes).
Le canton est entièrement inclus dans l'arrondissement de Montbéliard. Le bureau centralisateur est situé à Audincourt.

## Représentation

### Conseillers généraux de 1833 à 2015
| Période | Période      | Identité                            | Étiquette    | Qualité                                                                                               |
| ------- | ------------ | ----------------------------------- | ------------ | --- |
| 1833    | 1843         | Louis Jeanmaire                     |              | Directeur des forges de Bourguignon                                                                   |
| 1843    | 1848         | Constant-Armand Peugeot (1809-1877) |              | Ancien ingénieur des Ponts et Chaussées Manufacturier à Valentigney                                   |
| 1848    | 1856         | Eugène Japy                         |              | Manufacturier (fabricant de vis à bois) à Dampierre-les-Bois                                          |
| 1856    | 1871         | Constant-Armand Peugeot             |              | Manufacturier à Valentigney                                                                           |
| 1871    | 1892 (décès) | Alphonse-Eugène Sahler              | Républicain  | Manufacturier à Montbéliard                                                                           |
| 1892    | 1910         | Armand Peugeot                      | Républicain  | Manufacturier à Valentigney                                                                           |
| 1910    | 1922         | Jules Peugeot                       | Rad.         | Industriel - Maire de Valentigney                                                                     |
| 1922    | 1928         | Roger Perronne                      | Rad.         | Médecin à Audincourt Député (1924-1928)                                                               |
| 1928    | 1934         | Marcel Duvernoy                     | Rad.ind.     | Docteur en médecine à Valentigney                                                                     |
| 1934    | 1940         | René Rücklin                        | SFIO         | Avocat à Montbéliard Député (1928-1936)                                                               |
|         |              |                                     |              | |
| 1943    | 1945         | Marcel Marconnet (1885-1966)        |              | Employé, puis directeur d'usine, industriel Maire d'Audincourt Nommé conseiller départemental en 1943 |
|         |              |                                     |              | |
| 1945    | 1958         | Georges Reverbori                   | SFIO         | Instituteur Conseiller de la République (1946-1948) Conseiller municipal de Montbéliard               |
| 1958    | 1964 (décès) | Louis Garnier (1916-1964)           | PCF          | Employé-électricien Conseiller municipal d'Audincourt Député (1956-1958)                              |
| 1964    | 2001         | Serge Paganelli (1929-2016)         | PCF puis ADS | Ajusteur Maire d'Audincourt (1977-1997)                                                               |
| 2001    | 2015         | Paul Coizet                         | PS           | Ingénieur du bâtiment Conseiller municipal d'Audincourt                                               |

### Conseillers d'arrondissement (de 1833 à 1940)
Le canton d'Audincourt avait deux conseillers d'arrondissement.
| Période                                  | Période          | Identité                                   | Étiquette | Qualité |
| ---------------------------------------- | ---------------- | ------------------------------------------ | --------- | --- |
| 1833                                     | 1836             | Jean Louis Beley (1784-1847)               |           | Maire de Dasle                                                                                                   |
| 1833                                     | 1848             | Pierre Frédéric Charles Fallot (1785-1864) |           | Pharmacien à Montbéliard, capitaine rapporteur de la Garde nationale Élu également dans le canton de Montbéliard |
| 1836                                     | 1842             | Michel Frédéric Ellès (1793-1869)          |           | Notaire à Audincourt                                                                                             |
| 1842                                     | 1848             | Jean Charles Philippe Duvivier             |           | Filateur à Audincourt (filatures Japy, Sahler et Duvivier)                                                       |
| 1848                                     |                  | M. Renaud                                  |           | |
| 1848                                     |                  | M. Perdrizet                               |           | |
|                                          |                  |                                            |           | |
| av.1884                                  |                  | Jacques-Frédéric Faivre                    |           | Maire d'Audincourt, suppléant du juge de paix                                                                    |
|                                          |                  |                                            |           | |
|                                          | 1891 (démission) | M. Dorian                                  |           | |
|                                          |                  |                                            |           | |
| 1895                                     |                  | Charles-Julien Bourquin                    |           | Propriétaire à Badevel                                                                                           |
| 1895                                     |                  | Pierre-Frédéric Louys                      |           | Instituteur, maire d'Audincourt                                                                                  |
|                                          |                  |                                            |           | |
| 1919                                     | 1932 (décès)     | Albert Parrot (1870-1932)                  | Rad.      | Entrepreneur, maire d'Audincourt                                                                                 |
| 1919                                     | 1937             | Émile Beley                                | Rad.      | Maire d'Étupes                                                                                                   |
| 1932                                     | 1933 (décès)     | Fritz Martin                               | SFIO      | Maire de Dampierre-les-Bois                                                                                      |
| 7 mai 1933                               | 1940             | Eugène Brunner                             | SFIO      | Maire de Sochaux                                                                                                 |
| 1937                                     | 1940             | Émile Chenus                               | SFIO      | Cultivateur, maire d'Arbouans                                                                                    |
| 1940                                     |                  |                                            |           | Les conseils d'arrondissement ont été suspendus par la loi du 12 octobre 1940 et n'ont jamais été réactivés      |
| Les données manquantes sont à compléter. |                  |                                            |           | |

### Conseillers départementaux après 2015
| Période élective | Période élective | Mandat | Mandat   | Identité                  | Nuance | Nuance | Qualité |
| ---------------- | ---------------- | ------ | -------- | ------------------------- | ------ | ------ | --- |
| 2015             | 2021             | 2015   | 2021     | David Barbier             |        | DVG    | Consultant Adjoint au maire d'Audincourt jusqu'en 2020, conseiller municipal d'opposition depuis 2020                                       |
| 2015             | 2021             | 2015   | 2021     | Christine Coren-Gasperoni |        | DVG    | Adjointe administrative de l'Education Nationale et l'Enseignement Supérieur principale Conseillère municipale d'Hérimoncourt jusqu'en 2020 |
| 2021             | 2028             | 2021   | en cours | Damien Charlet            |        | PS     | Maitre de conférences à l'Université de Franche-Comté, maire-adjoint d’Audincourt Vice-président à Pays de Montbéliard Agglomération        |
| 2021             | 2028             | 2021   | en cours | Christine Coren-Gasperoni |        | DVG    | Conseillère sortante |

### Résultats détaillés

#### Élections de mars 2015
À l'issue du 1er tour des élections départementales de 2015, deux binômes sont en ballottage : Loup Viallet et Francine Wicht (FN, 37,57 %) et David Barbier et Christine Coren - Gasperoni (PS, 33,53 %). Le taux de participation est de 47,46 % (9 876 votants sur 20 808 inscrits) contre 52,68 % au niveau départemental et 50,17 % au niveau national.
Au second tour, David Barbier et Christine Coren - Gasperoni (PS) sont élus avec 52,65 % des suffrages exprimés et un taux de participation de 49,66 % (4 962 voix pour 10 332 votants et 20 804 inscrits).
David Barbier a quitté le PS. Il est à LREM.

#### Élections de juin 2021
Le premier tour des élections départementales de 2021 est marqué par un très faible taux de participation (33,26 % au niveau national). Dans le canton d'Audincourt, ce taux de participation est de 28,39 % (5 684 votants sur 20 021 inscrits) contre 34,1 % au niveau départemental. À l'issue de ce premier tour, deux binômes sont en ballottage : Nathalie Fritsch et Éric Fusis (RN, 28,87 %) et Damien Charlet et Christine Coren-Gasperoni (Union à gauche, 28,52 %).
Le second tour des élections est marqué une nouvelle fois par une abstention massive équivalente au premier tour. Les taux de participation sont de 34,3 % au niveau national, 35,83 % dans le département et 29,79 % dans le canton d'Audincourt. Damien Charlet et Christine Coren-Gasperoni (Union à gauche) sont élus avec 58,22 % des suffrages exprimés (3 212 voix pour 5 964 votants et 20 022 inscrits),,. 

## Composition

### Composition avant 2015
Ce canton était composé de cinq communes.
| Nom                        | Code Insee | Codepostal | Superficie (km2) | Population (dernière pop. légale) | Densité (hab./km2) |
| -------------------------- | ---------- | ---------- | ---------------- | --------------------------------- | ------------------ |
| Audincourt (chef-lieu)     | 25031      | 25400      | 8,76             | 14 787 (2012)                     | 1 688              |
| Arbouans                   | 25020      | 25400      | 1,32             | 966 (2012)                        | 732                |
| Courcelles-lès-Montbéliard | 25170      | 25420      | 2,40             | 1 081 (2012)                      | 450                |
| Dasle                      | 25196      | 25230      | 5,67             | 1 425 (2012)                      | 251                |
| Taillecourt                | 25555      | 25400      | 1,86             | 1 044 (2012)                      | 561                |

### Composition à partir de 2015
Le nouveau canton d'Audincourt regroupe neuf communes entières.
| Nom                                | Code Insee | Intercommunalité                     | Superficie (km2) | Population (dernière pop. légale) | Densité (hab./km2) | Modifier                                    |
| ---------------------------------- | ---------- | ------------------------------------ | ---------------- | --------------------------------- | ------------------ | ------------------------------------------- |
| Audincourt (bureau centralisateur) | 25031      | CA Pays de Montbéliard Agglomération | 8,76             | 14 009 (2022)                     | 1 599              | modifier les données · modifier les données |
| Arbouans                           | 25020      | CA Pays de Montbéliard Agglomération | 1,32             | 891 (2022)                        | 675                | modifier les données · modifier les données |
| Badevel                            | 25040      | CA Pays de Montbéliard Agglomération | 3,73             | 808 (2022)                        | 217                | modifier les données · modifier les données |
| Dampierre-les-Bois                 | 25190      | CA Pays de Montbéliard Agglomération | 4,72             | 1 565 (2022)                      | 332                | modifier les données · modifier les données |
| Dasle                              | 25196      | CA Pays de Montbéliard Agglomération | 5,67             | 1 370 (2022)                      | 242                | modifier les données · modifier les données |
| Hérimoncourt                       | 25304      | CA Pays de Montbéliard Agglomération | 7,29             | 3 530 (2022)                      | 484                | modifier les données · modifier les données |
| Seloncourt                         | 25539      | CA Pays de Montbéliard Agglomération | 7,92             | 5 812 (2022)                      | 734                | modifier les données · modifier les données |
| Taillecourt                        | 25555      | CA Pays de Montbéliard Agglomération | 1,86             | 1 132 (2022)                      | 609                | modifier les données · modifier les données |
| Vandoncourt                        | 25586      | CA Pays de Montbéliard Agglomération | 8,57             | 808 (2022)                        | 94                 | modifier les données · modifier les données |
| Canton d'Audincourt                | 2501       |                                      | 49,84            | 29 925 (2022)                     | 600                | modifier les données                        |

## Démographie

### Démographie avant 2015
| 1962   | 1968   | 1975   | 1982   | 1990   | 1999   | 2006   | 2011   | 2012   |
| ------ | ------ | ------ | ------ | ------ | ------ | ------ | ------ | ------ |
| 16 243 | 17 378 | 22 780 | 21 644 | 20 648 | 19 736 | 19 113 | 19 486 | 19 303 |

### Démographie depuis 2015
En 2022, le canton comptait 29 925 habitants, en évolution de +0,34 % par rapport à 2016 (Doubs : +1,88 %, France hors Mayotte : +2,11 %).
| 2013   | 2018   | 2022   |
| ------ | ------ | ------ |
| 30 922 | 29 440 | 29 925 |